# アリージャンス (ミュージカル)
『アリージャンス 』（Allegiance）は、アメリカ合衆国のジェイ・クオの作詞作曲、マーク・アサイト、クオ、ロレンゾ・シオンの脚本によるミュージカル。枠物語は現代ながら、第二次世界大戦中の日系人の強制収容を主題にしており、主演であるジョージ・タケイの実体験に影響を受けたものである。真珠湾攻撃後、カリフォルニア州サリナスの農地を手放すよう強制され、ワイオミング州にあるハートマウンテン移住センターに収容されたキムラ家の数年を描いている。
2008年、製作が開始し、2012年9月、カリフォルニア州サンディエゴで初演された。2015年10月から2016年2月、ブロードウェイで上演された。ブロードウェイ公演の評価は賛否両論だったが、出演者の演技は概ね好評であった。
なお題名の「Allegiance」は忠誠、忠義、忠実、献身を意味する。

## 経緯
2008年秋、ジョージ・タケイと夫ブラッドはオフ・ブロードウェイで観劇中、偶然ジェイ・クオとロレンゾ・シオンの隣の席となり、舞台芸術への熱意を語り合った。翌日、『イン・ザ・ハイツ』で4人はまたも偶然に隣り合った。第1幕後の休憩時間中、クオとシオンはタケイに、家族を守れず悲しむ父親の歌『Useless 』のシーンでなぜそこまで泣いていたのか尋ねた。休憩時間中ずっとタケイは第二次世界大戦中の子供の頃の日系人の強制収容所での経験を明かし、自身の父親が家族を守れなかった無念さを歌に投影したのだと語った。クオとシオンはタケイ家の経験は素晴らしい作品になると考えた。主要なブロードウェイ・ミュージカルにはロジャース&ハマースタインの3作品、『太平洋序曲』、『ミス・サイゴン』などアジア人やアジア系アメリカ人を扱っているものがあるが、『アリージャンス』はアジア系アメリカ人の視点、製作、演出により、キャストのほとんどがアジア人である初のブロードウェイ・ミュージカルとなることが見込まれた。

## あらすじ

### 第1幕
第二次世界大戦退役軍人である年配のサム・キムラは真珠湾攻撃記念式典の準備をしている。女性が1人やってきて、疎遠であった姉のケイが亡くなったことを知らせ、自分をケイの遺言執行者だと名乗る。彼女はサムに封筒を渡し、午後遅くに葬式が行われることを伝える。60年近くも疎遠であった家族の傷をひらかれたことに怒り、かつては家族として愛していたが自分を落ち着いたままにしてくれなかった姉を非難する。ケイの亡霊がサムに仲直りできなければ成仏できないと語る。
1941年、大学や高い政治的地位などの「ゴーイング・プレイス」を夢見るサミーは学級委員に選ばれる。母を亡くし、父タツオと賢いおじいさんはカリフォルニア州サリナスに農場を所有している。サミーは、夢を諦めて母の代わりに自分を育ててくれる姉のケイをとても慕っている。タツオは常にサミーの将来のために叱咤激励している。サミーは、自分を出産する際に母が亡くなったため、タツオはサミーのことが嫌いなのだと思い込んでいる。12月の真珠湾攻撃の後、アメリカ政府は日系アメリカ人が日本軍に忠誠を誓うことを恐れている。アメリカ合衆国西部に住む日系アメリカ人のほとんどが日系人の強制収容所に入れられた。サミーの家族は農場を少額で売却することを強制され、ワイオミング州にあるハートマウンテン移住センターに収容される。
収容所では父の意に反して、サミーは日本軍に逆らう日系アメリカ人市民同盟の代表であるマイク正岡の仲間となる。おじいさんが病気を患い、サミーは咳止めシロップをもらうために収容所内の白人クエーカー志願看護師のハンナに会いに行く。ハンナは咳止めシロップは従業員にしか使用できないと語るが、サミーはハンナを説得して咳止めシロップをもらう。サミーとハンナは急速に仲良くなっていくが、当時異人種間の結婚は法律で禁じられていたため問題が生じる。タツオも賛同する気にはならない。タツオは忠誠心調査で不公平な言葉での質問に「イエス」と答えてしまったために厳格な刑務所に入れられる。ケイは徴兵反対派のリーダーであるフランキー・スズキと恋をし、人々の権利を主張するグループに参加している。

### 第2幕
正岡は日系アメリカ人のアメリカ軍への入隊許可を獲得しようとするが、イタリアでの最も危険な任務しかない。忠誠心を証明したいサミーは、アメリカで生まれた日本人移民で構成される第442連隊戦闘団に入隊し、ヨーロッパで勇敢に戦う。サミーは特別攻撃隊において仲間の日系二世たちを率い、そのほとんどが戦死する。刑務所にてタツオは戦闘でのサミーの勇敢ぶりが掲載された『ライフ』誌を渡され、息子の行動に免じて牢屋から出される。
一方まだ恋愛の渦中にいるケイとフランキーは徴兵反対派を率いている。フランキーの憲兵との争いから、誤射がハンナに当たる。おじいさんは、ハートマウンテンの荒廃した土地を耕し野菜を育てていたが、その農園で静かに息を引き取る。戦後サミーは、フランキーとケイが結婚して、ハンナにあやかって名付けられたハナコという娘がいることを知る。驚愕したサミーはタツオに、フランキーのような男が理想の息子なのかと罵る。すでに激怒していたサミーだが、ハンナがケイとフランキーのせいで亡くなったことを知り怒りが頂点に達する。ワシントン州にて正岡から依頼された職に就くとしてサミーは家を出る。ケイはサミーに卑怯者と捨て台詞をはく。それでもケイはサミーを引き留めようとするが、サミーの制服からパープルハート章を引きちぎるだけとなる。
時は現代。サムはケイの葬式に出席し、遺言執行者はサムが来てくれたことに感謝する。サムが封筒を開けると、タツオが釈放された時から持っていたサムの活躍が掲載された『ライフ』誌が形見として入っていた。遺言執行者は母が渡したがっていたと、古いパープルハート章をサムに手渡す。ここでサムはこの遺言執行者が姪のハナコだと気付く。サムは泣き崩れ、生きている間に和解するチャンスがあったはずと後悔し、家族への愛を語る。

## プロダクション
2009年7月13日、全米日系人博物館において、ジョージ・タケイ、レア・サロンガらが参加して最初の読み合わせが行われた。2010年、ニューヨークにてテリー・リヨンを加えてさらに2回の読み合わせが行われた。2011年夏、サンディエゴにあるオールド・グローブ・シアターでワークショップが行われた。日系アメリカ人の強制収容に関する追憶の日を記念して、タケイはインディゴーゴーを通じてクラウドファンディングを行ない上演資金を集めることをFacebookで発表した。最終的に予定の5万ドルを超える15万8千ドルが集まった。2012年9月、オールド・グローブにてスタフォード・アリマの演出、アンドリュー・パレアモの振付、ダニエル・ワールの装置デザイン、ハウエル・ビンクリーの照明デザイン、アリージョ・ヴィエッティの衣裳デザインにより初演された。オールド・グローブ史上、最高の興行収入となった。
2014年、ブロードウェイのチケット売り上げおよび話題性のために一般発売前に特別優待券を5ドルで販売した。ブロードウェイにあるロングエーカー劇場にて2015年10月6日にプレビュー公演が開幕し、11月8日に正式に開幕した。サロンガが主演した2002年の『フラワー・ドラム・ソング』再演以降、13年ぶりのアジア人主演のブロードウェイ作品となった。評価は賛否両論であった。プレビュー公演37回、本公演111回上演ののち、2016年2月14日に閉幕した。
2016年1月29日、ブロードウェイ・キャスト・アルバムがリリースされた。2016年12月13日、全米の一部の映画館で、撮影されたブロードウェイ公演が上映された。

### 日本での上演
『アリージャンス～忠誠～』のタイトルで、2021年3月に東京国際フォーラムホールCにてスタフォード・アリマ演出により上演予定。主なキャストは、濱田めぐみ（ケイ・キムラ）、海宝直人（1940年代のサム・キムラ）、中河内雅貴（フランキー・スズキ）、小南満佑子（ハンナ・キャンベル）、上條恒彦（現代のサム・キムラ）、今井朋彦（マイク正岡）、渡辺徹（タツオ・キムラ）ほか。

## 主要登場人物およびメイン・キャスト
| 登場人物                                | サンディエゴ (2012年) | オリジナル・ブロードウェイ (2015年) | 日本初演 (2021年) |
| --------------------------------------- | --------------------- | ----------------------------------- | ----------------- |
| サム・キムラ(現代)/おじいさん(1940年代) | ジョージ・タケイ      | ジョージ・タケイ                    | 上條恒彦          |
| ケイ・キムラ                            | レア・サロンガ        | レア・サロンガ                      | 濱田めぐみ        |
| サム・キムラ(1940年代)                  | テリー・リヨン        | テリー・リヨン                      | 海宝直人          |
| フランキー・スズキ                      | マイケル・K・リー     | マイケル・K・リー                   | 中河内雅貴        |
| タツオ・キムラ                          | ポール・ナカウチ      | クリストファラン・ノムラ            | 渡辺徹 松原剛志   |
| ハンナ・キャンベル                      | アリー・トリム        | ケイティ・ローズ・クラーク          | 小南満佑子        |
| マイク正岡                              | パウロ・モンタルバン  | グレッグ・ワタナベ                  | 今井朋彦          |

## 使用楽曲
| 第1幕 - "Prologue" – ケイ、カンパニー - "Wishes on the Wind" – ケイ、サミー、カンパニー - "Do Not Fight the Storm" – カンパニー - "Gaman" – ケイ、タツオ、カンパニー - "What Makes a Man" – サミー - "I Oughta Go" – ハンナ、サミー - "Get in the Game" – サミー、ケイ、カンパニー - "Should I" – ハンナ、ケイ - "Allegiance" – タツオ、サミー、ケイ、カンパニー - "Ishi Kara Ishi" – おじいさん、ケイ - "With You" – ビッグ・バンド・シンガー、サミー、ハンナ - "Paradise" – フランキー、カンパニー - "Higher" – ケイ - "Our Time Now" – サミー、フランキー、ケイ、ハンナ、カンパニー | 第2幕 - "Resist" – フランキー、カンパニー - "This Is Not Over" – ケイ、フランキー - "Higher/Resist" (reprises) – ケイ、カンパニー - "Stronger Than Before" – ケイ、ハンナ - "With You" (reprise) – サミー、ハンナ - "Nothing in Our Way" – フランキー、ケイ - "Itetsuita" – カンパニー - "442 Victory Swing" – USOパイロット、カンパニー - "Higher/Ishi Kara Ishi" (reprises) – ケイ、タツオ - "How Can You Go?" – ケイ、サミー - "Still A Chance" – ケイ、カンパニー |

## 主な受賞歴
| 年   | 賞                         | 部門                   | ノミネート者             | 結果       |
| ---- | -------------------------- | ---------------------- | ------------------------ | ---------- |
| 2012 | ノエル・クレイグ・アワード | 新作ミュージカル作品賞 | 新作ミュージカル作品賞   | 受賞       |
| 2012 | ノエル・クレイグ・アワード | 助演男優賞             | マイケル・K・リー        | 受賞       |
| 2012 | ノエル・クレイグ・アワード | 編曲賞                 | リン・シャンクル         | 受賞       |
| 2012 | ノエル・クレイグ・アワード | 助演女優賞             | レア・サロンガ           | ノミネート |
| 2012 | ノエル・クレイグ・アワード | 演出賞                 | スタフォード・アリマ     | ノミネート |
| 2016 | ドラマ・デスク・アワード   | 衣裳デザイン賞         | アリージョ・ヴィエッティ | ノミネート |